# The Naked Room
The Naked Room (вимов. Нейкед рум; укр. Гола кімната) — художня галерея сучасного мистецтва в Києві.
У просторі галереї проходять художні виставки, дискусії, лекції, кінопокази, перформанси з українськими художниками. 
У галереї працює «винна вітальня» — The Naked Bar та книжковий куток IST Publishing — українського видавництва, яке спеціалізується на перекладах non-fiction текстів у галузі теорії та історії мистецтва, філософії культури, сучасної фотографії та публікації досліджень сучасних художніх практик в Україні.

## Історія створення
Галерею заснували у 2018 році швейцарський кінорежисер Марк Вілкінс, незалежні кураторки Лізавета Герман, Марія Ланько та культурна менеджерка Мар'яна Факас. За виставкову програму галереї відповідають Лізавета Герман та Марія Ланько, які раніше працювали над великими виставковими проєктами в НАМУ та Мистецькому Арсеналі.

## Виставкова діяльність
Коло митців представлених галереєю The Naked Room, кураторки окреслюють, як «художників нашого покоління». Серед яких — Люся Іванова, Павло Маков, Саша Курмаз, Катя Бучацька, Віктор Марущенко, Олег Голосій, Kinder Album, Анна Звягінцева та багато інших.
«Місія галереї — зайняти, або радше створити нішу демократичного колекціонування».
 2022 року галерея The Naked Room офіційно презентувала Україну на 59-ій Венеційській бієнале сучасного мистецтва проєктом харківського художника Павла Макова «Фонтан Виснаження. Висока вода». Проєкт являє собою реалізацію ідеї Павла Макова, яка з’явилася ще в 1995 році: це серія вмонтованих у стіну мідних воронок, що функціонуватимуть як водограй. До кураторської групи ввійшли Лізавета Герман, Марія Ланько та Борис Філоненко.
«Ми хотіли показати, що українське мистецтво як було, так і залишається потужним і недостатньо дослідженим на міжнародному рівні, і війна, на жаль, дала привід подивитися на нього уважніше», — Лізавета Герман.